# Vedaklidin
Vedaklidin (LY-297,802, NNC 11-1053) je analgetski lek koji deluje kao mešoviti agonist-antagonist na muscarinskim acetilholinskim receptorima. On je potentan i selektivan agonist na M1 i M4 podtipovima, a antagonist na M2, M3 i M5 podtipovima. Vedaklidin je oralno aktivan i efektivan analgetik, koji je više od tri puta potentniji od morfina. Njegove nuspojave su salivacija i tremor, koje se javljaju pri dozama koje su nekoliko puta veće od efektivne. Klinička ispitivanja su pokazala da on ima neznatan potencijal za razvoj zavisnosti ili zloupotrebu. Dalja ispitivanja s ciljem utvđivanja moguće kliničke primene u tretiranju neuropatičkog bola i olakšavanja bola uzrokovanog kancerom su u toku.

## Spoljašnje veze
|  | Molimo Vas, obratite pažnju na važno upozorenje u vezi sa temama iz oblasti medicine (zdravlja). |